# 蘇聯潛艇M-35
M-35是蘇聯海軍的馬柳特卡級XV系列短程柴油攻擊型潛艇。她是黑海艦隊的一員，在第二次世界大戰期間用以對抗軸心國，曾擊沉過最少5艘納粹德國的船艦。